# Napenergia Magyarországon
Magyarországon - a világ többi országához hasonlóan - egyre nagyobb teret hódit a Napból származó energia közvetlen energiatermelésre történő felhasználása. A napelemeket háztartási vagy ipari mértékű elektromos áram termelésére, a napkollektorokat pedig hőenergia formájában többnyire a lakossági felhasználású melegvíz (fűtésre vagy tisztálkodáshoz) előállítására használják.

## Története
A napenergia korábban csupán kisebb hányadát tette ki a magyar megújuló áramtermelésnek, a fejlődése töretlen. 2015-ben a bruttó magyar villamosenergia termelés 10,5%-a (3159 gigawattóra) származott megújuló forrásból, ennek azonban csak 3%-a volt napenergia. (52% volt a biomassza, 22% a szél, 9% a biogáz, 7% a vízenergia aránya) Az áramtermelés lényegében kizárólag a fotovillamosság elvén működő naperőművekkel történik. Az áramtermelés mellett a napkollektorokkal való hőtermelés is jelen van az országban.
A napenergia terjedése 2014-et követően felgyorsult, mind a háztartási kiserőművek, mind a nagyobb napelemparkok tekintetében. Folyamatosan jelentősebb rekordok dőltek meg, 2020. április 5-én például rövid ideig a napenergia Magyarország teljes áramtermelésének 27,3 százalékát adta.
2022 áprilisára a hazai fotovoltatikus naperőművek összesített beépített termelése átlépte a 3000 MW teljesítményt, ami a Nemzeti Energiastratégia 2030 6500 MW kapacitású célkitűzésének a felét érte el. (Az országos 3400 MW teljesítményből a főváros aránya 100 MW-ot tett ki.) Ezzel júliusra a magyarországi nappali villamosenergia fogyasztás 37%-át sikerült fedezni.
| 2010 | 2011 | 2012 | 2013 | 2014 | 2015 | 2016 | 2017 | 2018 | 2019 | 2020 | 2021 | 2022 | 2023 | 2024 |
| 1    | 3    | 14   | 36   | 77   | 159  | 219  | 349  | 668  | 1416 | 2126 | 2852 | 3976 | 4649 | 6712 |

## A magyar erőművek jellemzése
A magyar fotovillamos erőművek többsége kezdetben háztartási méretű kiserőmű volt. (rövidítve: HMKE) Ezeket tipikusan családi házak és más épületek tetőzetén helyezik el,
ellátva a tulajdonos áramfogyasztását. Az erőművek többsége ugyanakkor a villamos hálózatra van csatlakoztatva, így a felesleges áramot más fogyasztók is felhasználhatják. (Éjszaka, illetve amikor az időjárás miatt gyengébben süt a nap, az erőmű tulajdonosa a hálózatról kap áramot. A megfelelő árú és teljesítményű akkumulátorok elterjedéséig a naperőművek változó teljesítménye – a szélerőművekhez hasonlóan – komoly kihívást jelent.) 2014 végéig 8829 háztartási méretű naperőművet jelentettek be, 68,13 MW csúcsteljesítménnyel.
2016 decemberében több mint 2000, többnyire kiserőmű építésére irányuló kérelem érkezett Magyar Energetikai és Közmű-szabályozási Hivatalhoz (MEKH), ami a magyar napenergia teljesítmények gyors növekedését eredményezte. 2017 végén a háztartási méretű kiserőművek (HMKE) csúcsteljesítménye elérte a 239 960 kW-ot. Ez 2023 tavaszára 1700 MW-ra nőtt. 2024 januárjára pedig elérte a 255 ezret.
A kiserőművek mellett több nagyobb teljesítményű naperőmű is épült Magyarországon, részben magán, részben állami és uniós forrásból. Ezek az erőművek azonban csak magyar viszonylatban számítanak nagynak, hiszen a legnagyobb, mezőcsáti naperőmű (250 MW) csúcsteljesítménye is jóval elmarad a világ más részein található legjelentősebb, 500 MW feletti csúcsteljesítményű óriás naperőművekétől (Longyangxia Dam, Solar Star, Charanka).

## Jelentősebb magyar naperőművek listája
- Mezőcsáti naperőmű 250 MW (2023)[22]
- Kiskunhalasi napelempark 48 MW (2023)[23]
- Inárcsi napelempark 132 MW (2023)[24]
- Lumen Park Szolnok 138 MW (2022)[25]
- Lumen park Szászberek 68 MW (2024)
- Buzsáki napelempark 77 MW (2022)[26]
- Tázlári napelempark 63 MW (2022)[27]
- Gerjeni napelempark 48,5 MW - 51 MW (2022)[28]
- Söjtöri napelempark 45 MW (2022)[29]
- Kaposvári napelempark 100 MW (2021)[30]
- Kabai napelempark 42,7 MW  (2020)[31]
- Paksi naperőmű  20,6 MW (2019)
- Mátrai naperőmű (Bükkábrány) 20 MW (2019)[32]
- Felsőzsolcai naperőmű 20 MW (2018) [33]
- Tereskei naperőmű 20 MW (2024)[34]
- Százhalombattai naperőmű 17,6 MW (2018)[35][36]
- Mátrai naperőmű (Visonta) 16 MW (2015)[37]
- Pécsi naperőmű 10 MW (2016)[38]
- Csepregi naperőmű 5,5 MW (2018)
- Vépi naperőmű 4,5 MW (2018)
- Békéscsabai naperőmű 1,3MW (2021)
- Sajóbábonyi naperőmű 0,5 MW (2016)[39]
- Bojti naperőmű 0,499 MW (2015)[40]
- Sellyei naperőmű 0,499 MW (2013)[41]
- Szombathelyi naperőmű 0,385 MW (2016)[42]

## Közelmúltbeli beruházások
Nógrád megyében Szügy településen 16,5 MWp csúcsteljesítményű napelempark, 2019-ben Pellérden egy 18,2 MWp csúcsteljesítményű naperőmű,
Győr-Moson-Sopron megyében Und és Pusztacsalád településen 2-2 darab egyenként 0,572 MWp csúcsteljesítményű naperőmű épült.

## Környezeti hatások
Míg a kisméretű napelemes erőműveket tipikusan épületek tetejére, addig a nagy PV-erőműveket rendszerint a talajra telepítik, de napjainkban akadnak példák víz felszínén lebegő naperőművekre is.
A napelemparkok területigényével kapcsolatos hazai kutatások szerint a fajlagos fotovoltaikus kapacitás telepítéséhez szükséges földterület nagysága megawattonként átlagosan 2,4-2,6 hektár. Túlbecsléssel számolva, ha a napelem modulokkal fedett terület csupán negyedét teszi ki a teljes napelempark területének, akkor a fotovoltaikus kiserőművekre ezidáig kiadott engedélyek alapján a napelemparkok fajlagos kapacitásának területigénye hazánkban megawattonként átlagosan 2,4 hektár. Ezen számítások alapján 3000 és 7000 megawatt közötti PV-kapacitás kiépítéséhez közel 7000 és 17000 hektárnyi földterületre lenne szükség hazánkban, ami például Magyarország teljes területének csupán a 0,08-0,18%-át jelenti, de az összes termőterület, mezőgazdasági terület vagy szántóföld esetében is csak minimális (0,1-0,39% közötti) hányadot képvisel. Napelemek telepítésére közel 405000 hektárnyi kedvezően beépíthető felület található Magyarországon. Jellemzően a nagyobb napelemparkok fajlagos területfelhasználása a kisméretű napelemes erőművekhez képest kedvezőbben alakul.
Bár a napelemek alatt természetesen nőhet gondozott gyep, ami jóval kevesebb szén-dioxidot von ki a légkörből, mint amennyit az adott területre esetlegesen telepíthető erdő tudna, ugyanakkor a különféle energiatermelési módok közül a karbonsemleges technológiák – például a napelemparkok – környezetbarát villamosenergia-termelése közvetetten csökkenti a teljes hazai szén-dioxid- és egyéb károsanyag-kibocsátást, ami környezeti hatását tekintve erdők telepítésével egyenértékű. A globális éghajlatvédelem érdekében az Európai Bizottság szektorális megközelítést alkalmaz, melynek lényege, hogy minden energiaigényes ágazat meghatározott mértékben fokozatosan mérsékelje kibocsátását. Ennek eszközeként 7 fő stratégiai építőkövet (1. energiahatékonyság, 2. megújuló energiaforrások, 3. tiszta közlekedés, 4. versenyképes, erőforrás-hatékony és körforgásos gazdaság, 5. intelligens hálózati infrastruktúra, 6. körforgásos biogazdaság és szénelnyelők, 7. szén-dioxid-leválasztás és -tárolás) határoz meg, amelyek komplex alkalmazásával kerülhetünk a legközelebb a nulla nettó üvegházhatásúgáz-kibocsátású gazdasághoz.
Nemzetközi szinten a növénytakaróval nem fedett területek (például: sivatagok) energetikai célú hasznosítása jelenthet megoldást, de ez Magyarország esetében nem releváns. Hazánkban a nyíltszíni bányászati területekre vagy meddőhányókra telepítés egy lehetséges – nem kizárólagos – alternatíva a PV-beruházásoknak. Ugyanakkor figyelmet érdemelnek a mezőgazdasági területek agrofotovoltaikus hasznosítása kapcsán elvégzett kísérletek is, melyek a komplex területhasznosítási megoldásokban rejlő pozitív lehetőségeket veszik górcső alá.

## Galéria

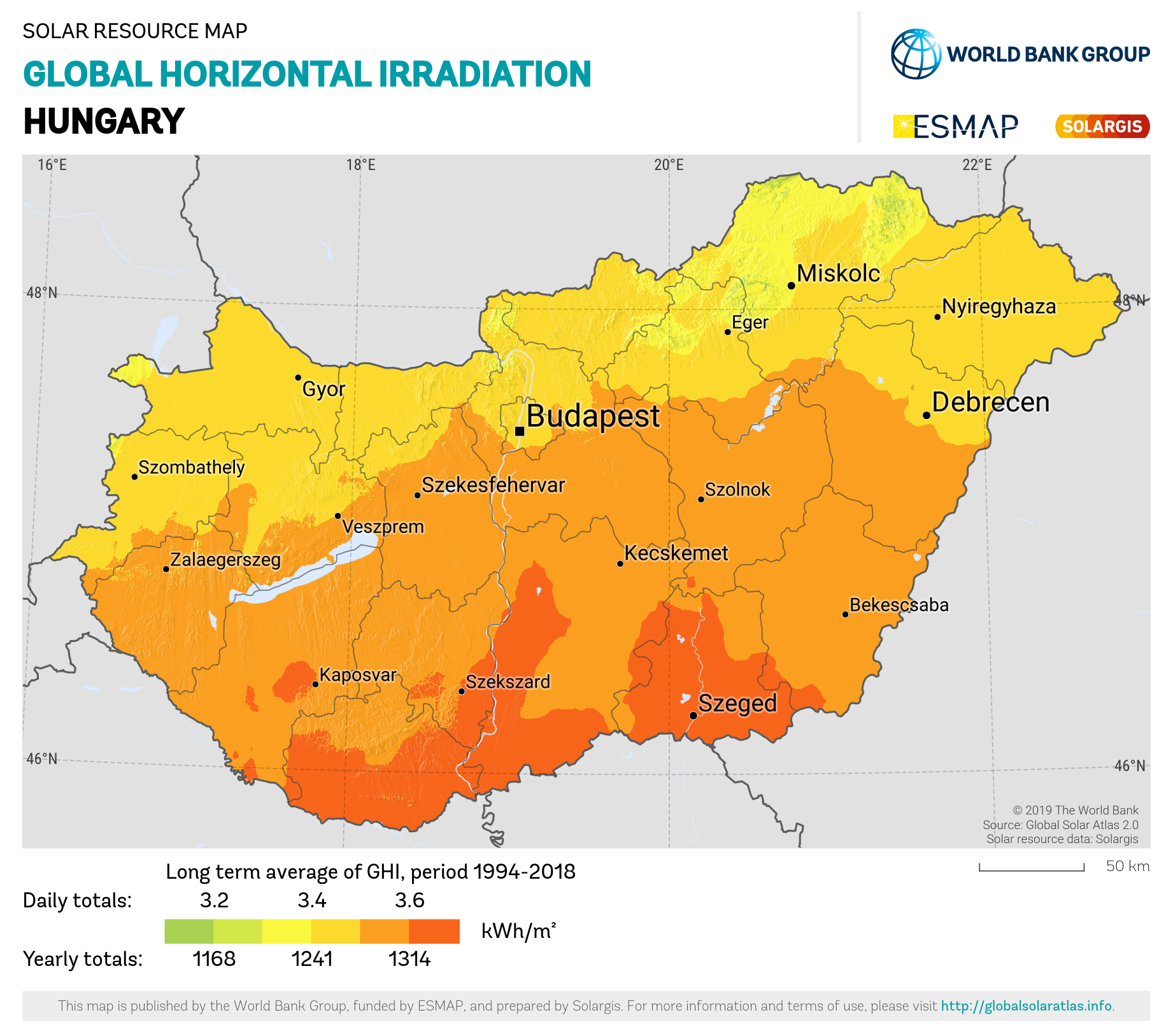
Magyarország napsugárzás térképe
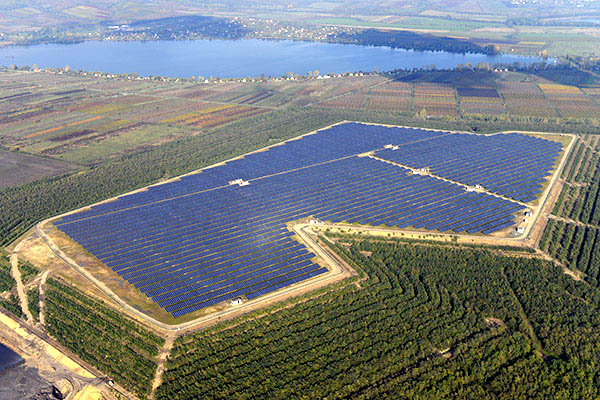
Naperőmű Visontán a Mátrai Erőmű és a Markazi-víztározó között
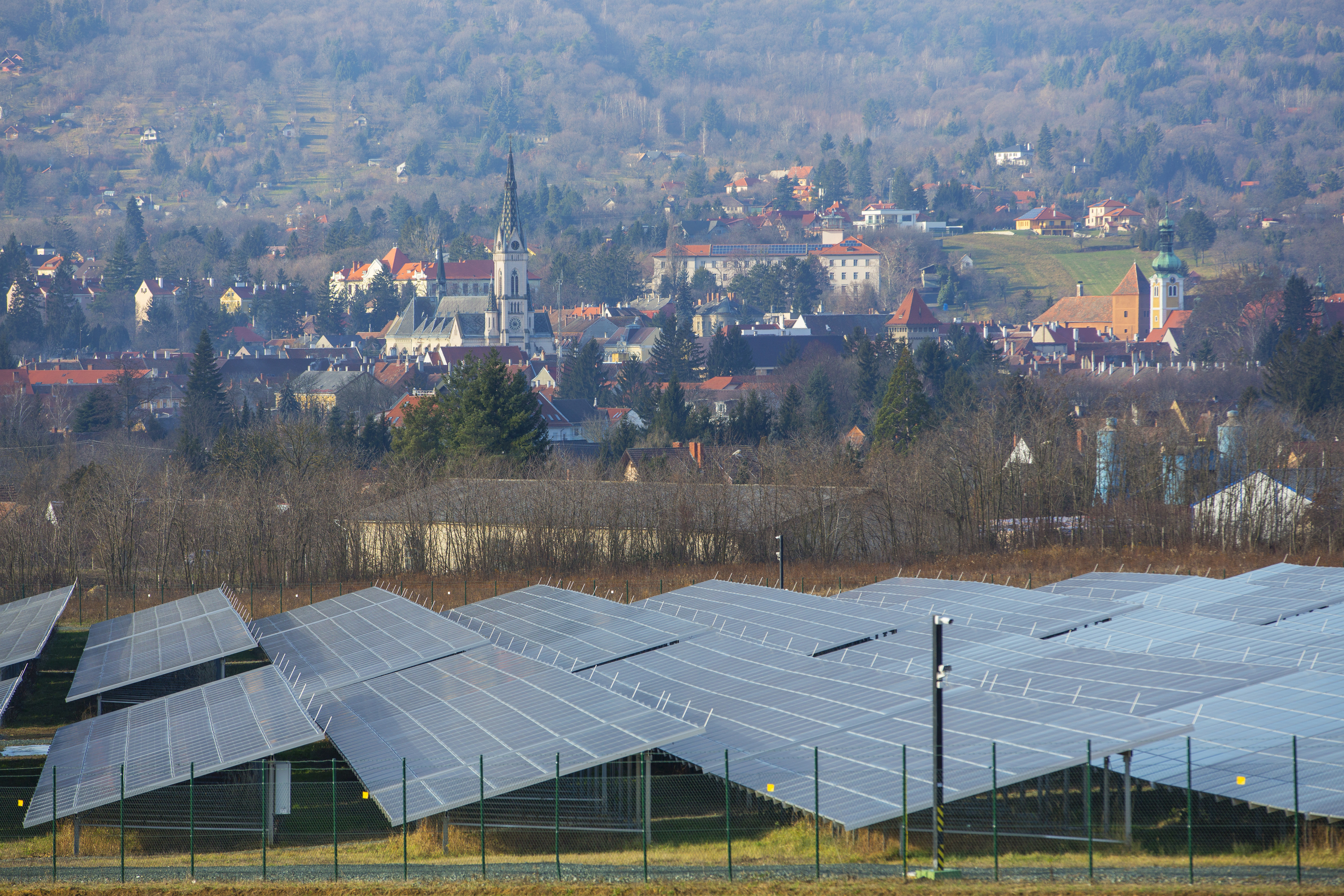
Kőszegi napelemek
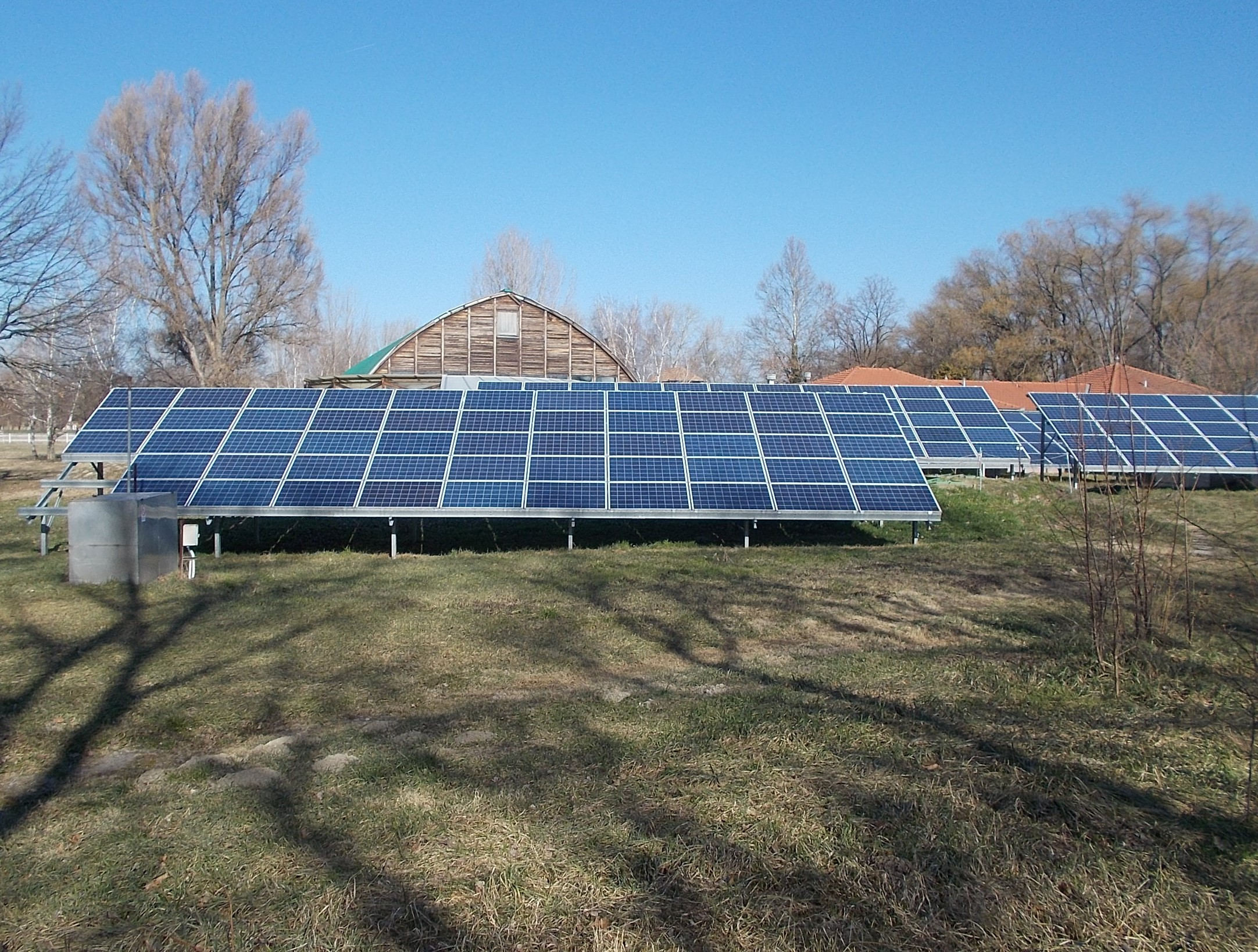
Napelemek az egykori kalocsai Tomori fűrdő területén
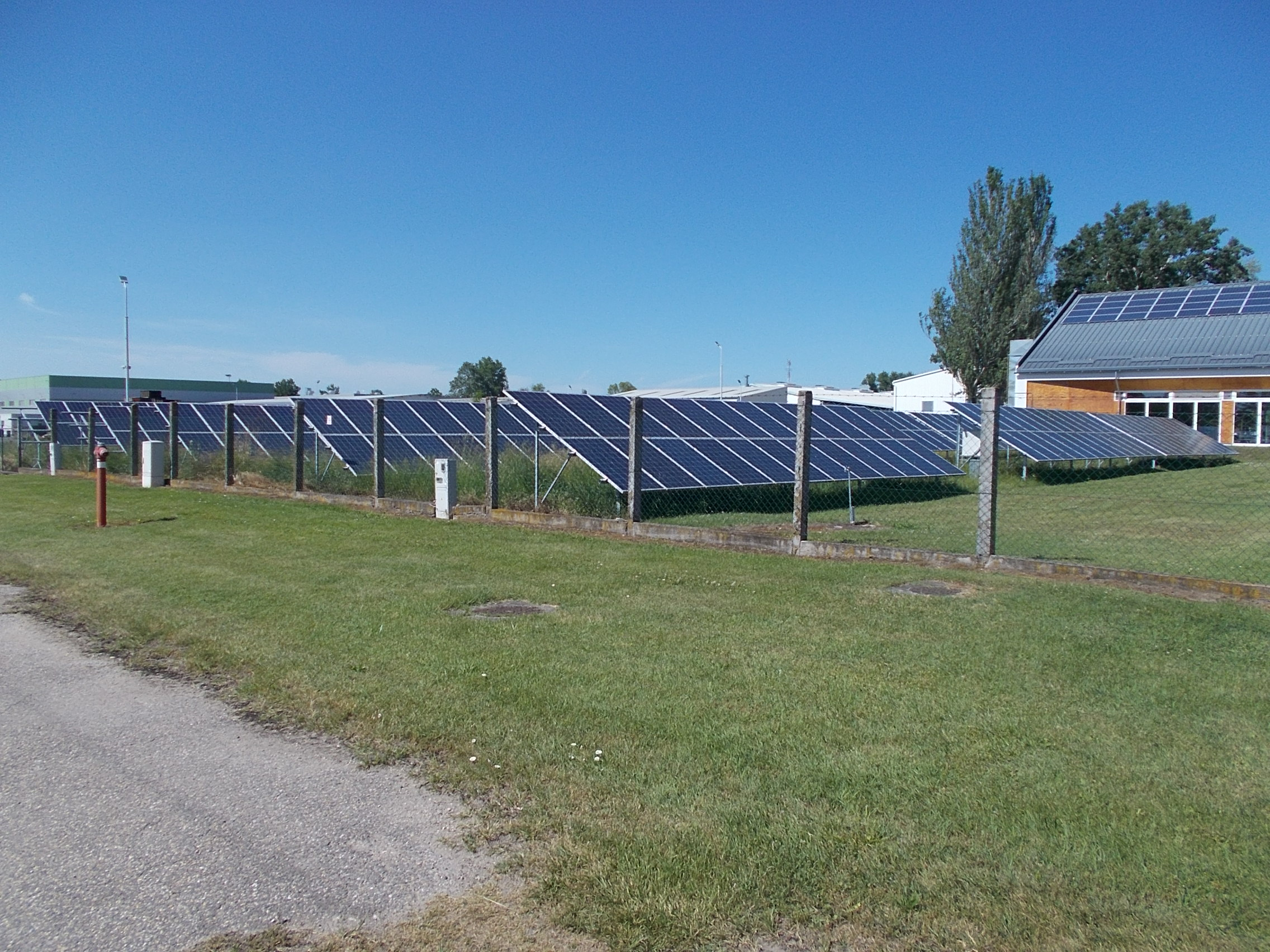
Napkollektorok a kiskőrösi Rónaszéki Termálfűrdőben
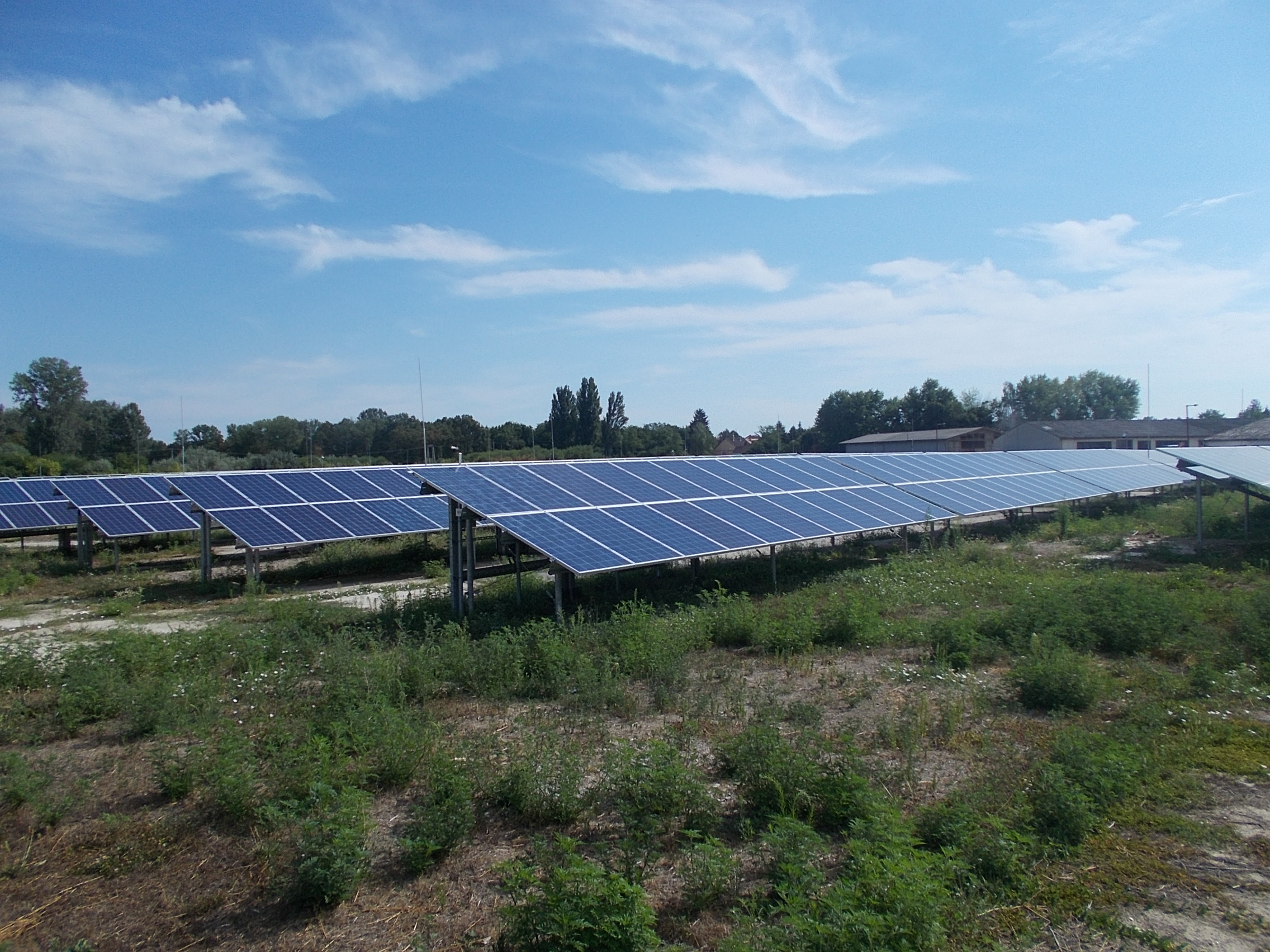
Barcsi naperőmű
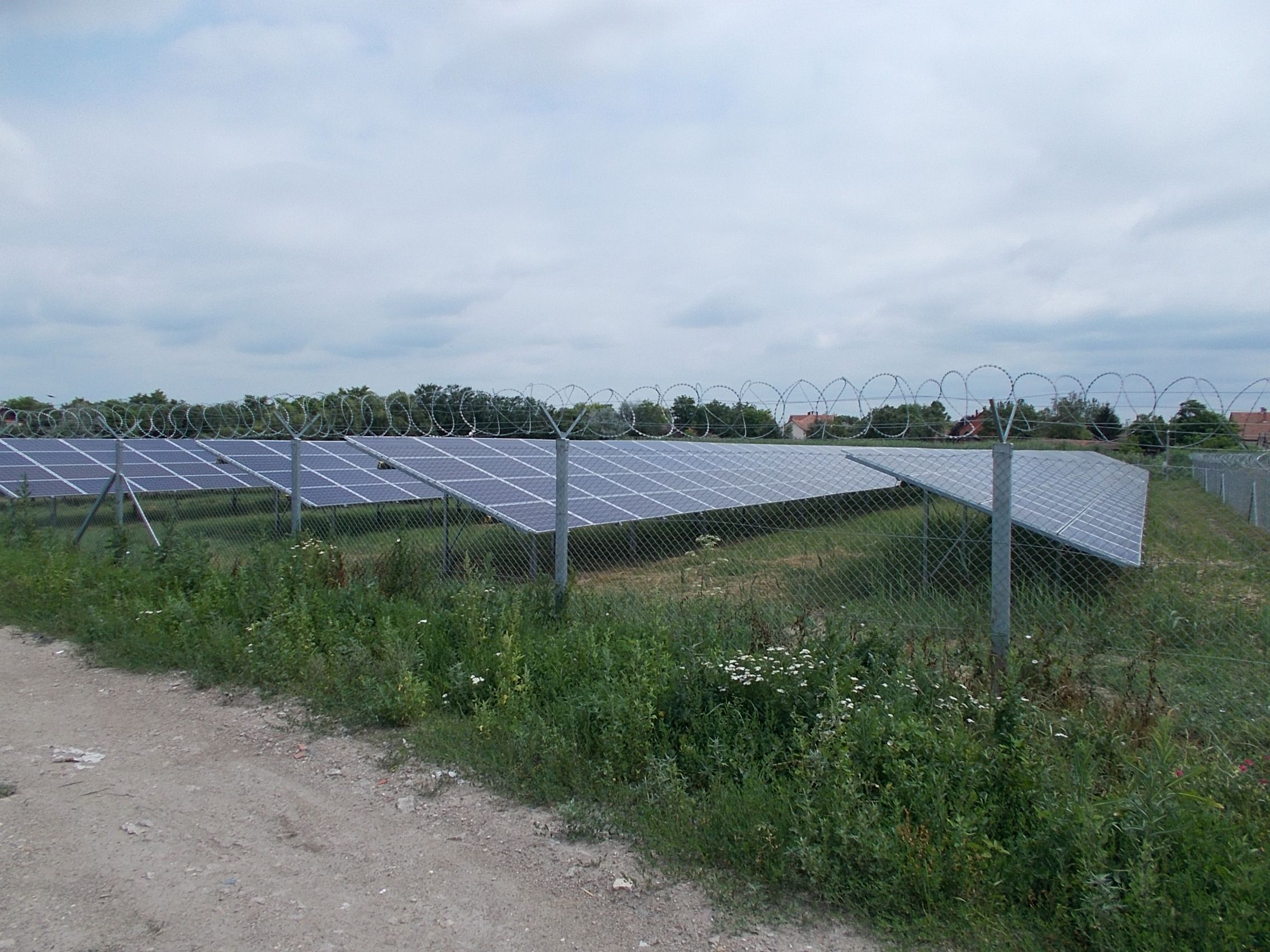
Fotovoltatikus erőmű Jászapátiban
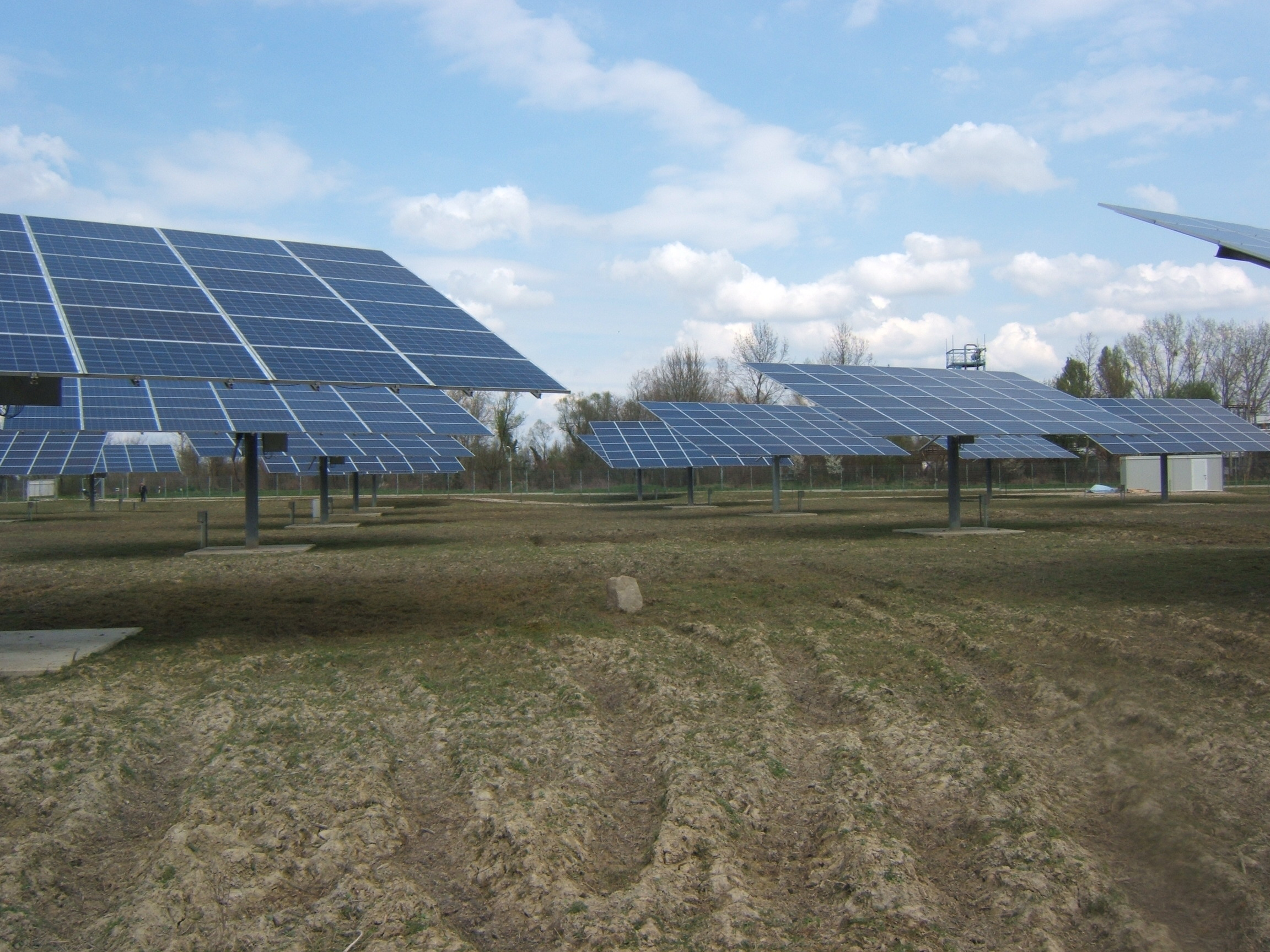
A sellyei napelempark
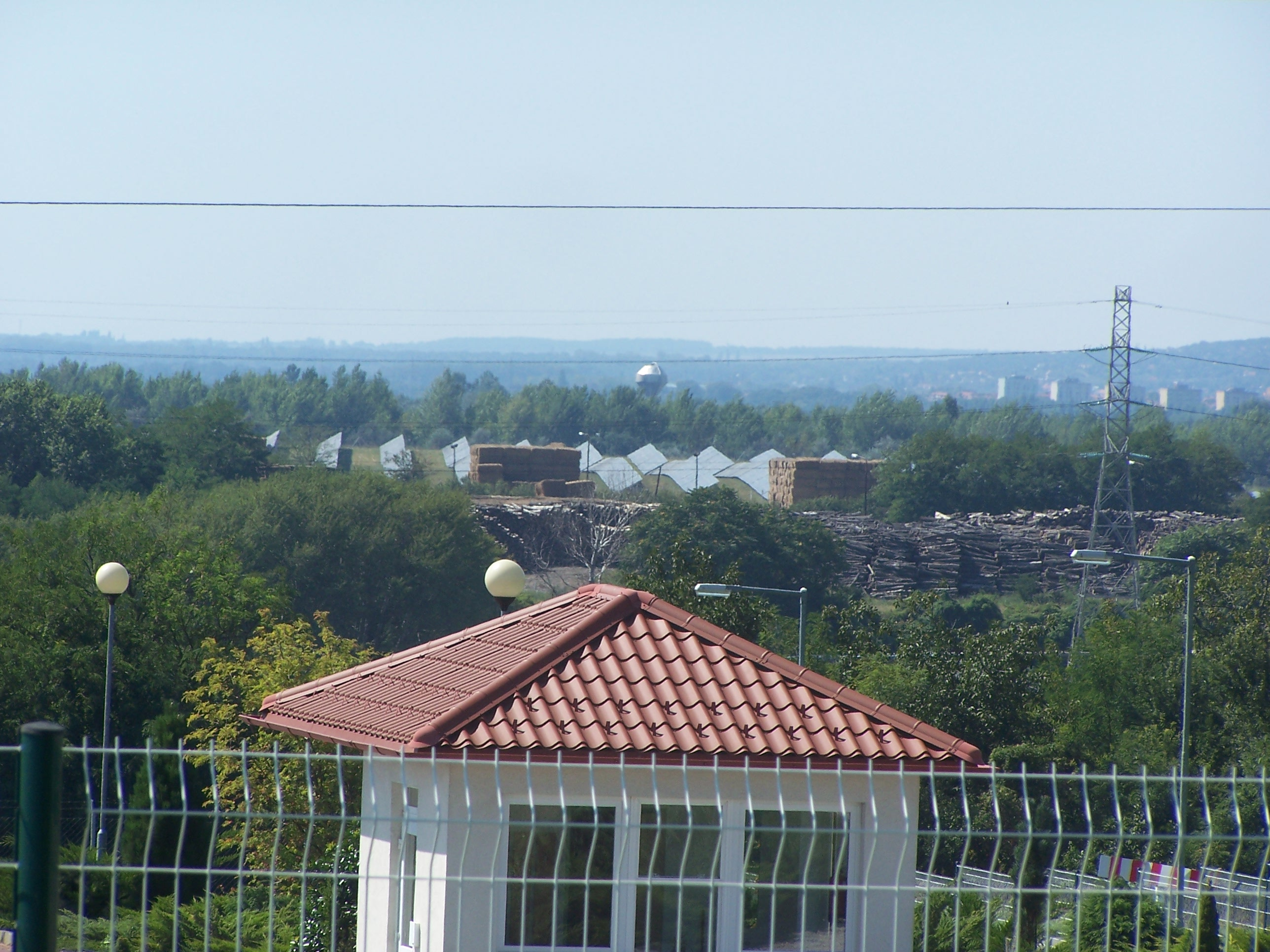
A pécsi napelempark keletről

## Lásd még
- Magyarországi szélerőművek listája
- Magyarország villamosenergia-átviteli hálózata